# Jean Baptiste Mougeot
Jean Baptiste Mougeot (1776 – 1858) var en fransk naturforsker og læge, der bl.a. beskrev floraen i Vogeserne i det nordøstlige Frankrig. Især beskæftigede han sig med geologi og sporeplanter.
I forbindelse med et botanisk navn benyttes Moug. som standardforkortelse (autornavn). Det er f.eks. en del af autornavnet for mosset Buxbaumia viridis (Grøn Buxbaumia).